# Hiệp hội nghệ sĩ truyền hình Bắc Kinh
Hiệp hội nghệ sĩ truyền hình Bắc Kinh (hay Hiệp hội tầm nhìn Bắc Kinh) được chính quyền thành phố Bắc Kinh phê duyệt thành lập vào năm 1985 và được Liên đoàn Văn học và Nghệ thuật Bắc Kinh cùng Cục phát thanh và Truyền hình Bắc Kinh khởi xướng. Năm 2002, để tích hợp các tài nguyên phim ảnh và truyền hình, Hội được đổi tên thành Hiệp hội nghệ sĩ điện ảnh và truyền hình Bắc Kinh. Sau đó, để đáp lại mối liên hệ tương ứng với Liên đoàn văn học và nghệ thuật Trung Quốc, tháng 3 năm 2010, tại hội nghị lần thứ năm của Hiệp hội nghệ sĩ điện ảnh và truyền hình Bắc Kinh quyết định đổi tên thành Hiệp hội nghệ sĩ truyền hình Bắc Kinh.

## Nghệ nhân
Đồng Đại Vi
Diêu Thần
Chúc Hi Quyên
Phàn Thiếu Hoàng
Can Đình Đình
Hồ Quân
Đoạn Dịch Hoành
Ngu Lộ

## Lịch sử hoạt động

### Liên hoan phim
Xuân Yến Thưởng

### Danh sách các thành viên và phó chủ tịch Hội đồng Nghệ sĩ truyền hình Bắc Kinh lần thứ 6
được sắp xếp theo họ tên
Chủ tịch: Lý Xuân Lương
Phó chủ tịch: Vu Đan, Lưu Gia Thành, Lưu Yến Minh, Ngô Cương, Trương Quang Bắc, Trương Quốc Lập, Quả Tĩnh Lâm, Hầu Hồng Lượng, Hác Kim Minh, Giả Trung Hoa, Cung Vũ, Trí Lê Minh.

### Điều lệ của Hiệp hội nghệ sĩ truyền hình Bắc Kinh(được thông qua ngày 25 tháng 9 năm 2018)
Chương I. Chung
Điều 1. Các nhóm nghệ sĩ chuyên nghiệp được thành lập bởi các nghệ sĩ truyền hình Bắc Kinh, các nghệ sĩ truyền hình và các tổ chức liên quan là cầu nối và quan hệ giữa Đảng và Chính phủ để kết nối ngành công nghiệp truyền hình và ngành công nghiệp nghe nhìn trực tuyến với nhau. Một lực lượng quan trọng trong việc phát triển nghệ thuật truyền hình chế độ Xã hội chủ nghĩa và xây dựng Văn hóa Xã hội chủ nghĩa tiên tiến.
Điều 2. Hiệp hội nghệ sĩ truyền hình Bắc Kinh là thành viên của Liên đoàn văn học và nghệ thuật Bắc Kinh và Hiệp hội nghệ sĩ truyền hình Trung Quốc.
Điều 3. Mục đích: Giữ cao ngọn cờ vĩ đại của Chủ nghĩa xã hội đặc sắc Trung Quốc, để chủ nghĩa Mác-Lênin, Mao Trạch Đông, Đặng Tiểu Bình là lý thuyết, ý nghĩa quan trọng, khái niệm khoa học phát triển "Ba đại diện", một kỷ nguyên mới của tư tưởng Xã hội chủ nghĩa Tập Cận Bình đặc sắc Trung Quốc, thực hiện triệt để chính sách nghệ thuật, quyết định và sắp xếp của Đảng và Tổng thư ký Tập Cận Bình đến thăm Bắc Kinh phát biểu quan trọng, luôn luôn tuân theo con đường phát triển đặc sắc văn hóa xã hội chủ nghĩa và nghệ thuật Trung Quốc và tổ chức đường lối phát triển, nắm bắt chính xác chủ đề của thời đại và sứ mệnh lịch sử của tác phẩm văn học. Nhấn mạnh vào phục vụ nhân dân về văn học và nghệ thuật, định hướng và phục vụ Chủ nghĩa xã hội hưng thịnh, đấu tranh chính sách, tuân thủ việc chuyển đổi sáng tạo, đổi mới và phát triển, tuân thủ lấy người dân làm trung tâm hoạt động, sự tự tin mạnh mẽ về Văn hóa, thừa kế, thực hiện chuyển tiếp truyền thống văn hóa Trung Hoa tốt đẹp, và có ý thức trau dồi thực hành các giá trị cốt lõi của Chủ nghĩa xã hội. Đoàn kết và huy động vốn quần chúng rộng rãi của nghệ sĩ truyền hình và nghệ sĩ phim truyền hình, và tích cực tham gia cải cách và mở cửa và phát triển Chủ nghĩa xã hội hiện đại thịnh vượng Văn học và nghệ thuật thủ đô, xây dựng Trung tâm Văn hóa quốc gia và hài hòa với đẳng cấp thế giới.
Điều 4. Hiệp hội sẽ tuân thủ Hiến pháp của Cộng hòa Nhân dân Trung Hoa, luật và quy định của Nhà nước có liên quan và thực hiện các nhiệm vụ khác nhau theo các quy chế của Hiệp hội.
Chương II.Nhiệm vụ
Điều 5. Hiệp hội nghệ sĩ truyền hình Bắc Kinh tích cực thực hiện các chức năng cơ bản của sự thống nhất và hướng dẫn, liên lạc và phối hợp, quản lý dịch vụ, và tự kỷ luật và bảo vệ quyền lợi. Các giải thưởng sẽ được tổ chức, kết quả sẽ được hiển thị, các cuộc họp thảo luận, điều tra và nghiên cứu, dịch vụ nguồn nhân lực, đào tạo nhân tài, giao dịch với nước ngoài, bảo vệ quyền và lợi ích, vv và nỗ lực đóng vai trò hàng đầu trong việc xây dựng ngành công nghiệp.
Điều 6. Hiệp hội nghệ sĩ truyền hình Bắc Kinh tăng cường sự chỉ đạo tư tưởng, lãnh đạo chính trị và lãnh đạo giá trị phù hợp với yêu cầu của việc xâu dựng tự tưởng và đạo đức, và phấn đấu để cải thiện chất lượng tư tưởng và đạo đức, thành tựu văn hóa và mức độ kinh doanh, mang lại những giá trị cốt lõi của giới văn học và nghệ thuật "lòng yêu nước, vì nhân dân, ngưỡng mộ và đạo đức", thực hành "Quy chế đạo đức nghề nghiệp của người lao động Trung Quốc" và tu luyện tinh thần chuyên nghiệp và đạo đức nghề nghiệp. Tăng cường các dịch vụ, quản lý ngành và tự kỷ luật.
Điều 7. Hiệp hội nghệ sĩ truyền hình Bắc Kinh tổ chức và hướng dẫn các thành viên gần gũi với nhân dân, thực hiện các hoạt động sáng tạo và khuyến khích các thành viên quan tâm đến việc tạo ra các tác phẩm nổi bật như việc liên kết các trung tâm và không ngừng nâng cao trình độ nghệ thuật. Trong việc tạo ra nghệ thuật truyền hình, chúng ta phải cố gắng phản ánh tinh thần của thời đại Xã hội chủ nghĩa và triển vọng tâm linh của nhân dân để tạo nên lịch sử, và để làm sáng tỏ và truyền bá tinh thần Trung Quốc. Kế thừa truyền thống, tạo ra những thành tựu văn hóa khác nhau, khuyến khích khám phá và đổi mới, và ủng hộ sự đa dạng của các chủ đề, thể loại, hình thức và phong cách. Thúc đẩy việc tạo ra các kịch bản truyền hình và không ngừng nâng cao trình độ tư tưởng và nghệ thuật của các tác phẩm truyền hình.
Điều 8. Hiệp hội nghệ sĩ truyền hình Bắc Kinh thông qua các hình thức khác nhau để tổ chức các hoạt động triển lãm và truyền hình khác nhau, thúc đẩy việc sáng tạo nghệ thuật truyền hình, thực hiện nghiên cứu lý thuyết về nghệ thuật truyền hình, tổ chức trao đổi học thuật, tăng cường việc chỉnh sửa và xuất bản, xây dựng trang web và tạo ra các thiết bị nghe nhìn mới. Giáo dục nghệ thuật truyền hình, nuôi dưỡng tài năng nghệ thuật truyền hình. Cải thiện cơ chế, mở rộng các kênh, xây dựng các vị trí văn học, khám phá và nuôi dưỡng các lực lượng mới, phát triển và đóng góp tài năng truyền hình, các tổ chức và nhóm tham gia hội nghị và tăng cường đội ngũ nhân viên nghệ thuật truyền hình. Thành viên nhóm, thành viên cá nhân và nghệ sĩ truyền hình có thành tích xuất sắc sẽ được khen thưởng.
Điều 9. Hiệp hội nghệ sĩ truyền hình Bắc Kinh tuân theo luật nghệ thuật và đóng vai trò của các chuyên gia để xây dựng các ủy ban chuyên môn và ủy ban điều hành Hiệp hội.
Điều 10. Hiệp hội nghệ sĩ truyền hình Bắc Kinh tích cực phản ánh, ý kiến, đề xuất và yêu cầu của các thành viên nhóm, nghệ sĩ truyền hình và nhân viên nghệ thuật truyền hình và bảo vệ các quyền và lợi ích hợp pháp của họ theo quy định của pháp luật.
Điều 11. Hiệp hội nghệ sĩ truyền hình Bắc Kinh tăng cường quan hệ, trao đổi và hợp tác với các tổ chức nghệ thuật truyền hình, các nhóm nghệ thuật và giới nghệ thuật truyền hình tại khu vực hành chính đặc biệt Hồng Kông, khu vực hành chính đặc biệt Macao, Đài Loan và Hải ngoại để quảng bá nền văn hóa tuyệt vời của Trung Quốc. Đóng góp vai trò tích cực.
Điều 12. Hiệp hội nghệ sĩ truyền hình Bắc Kinh tích cực triển khai giao lưu văn hóa truyền hình nước ngoài, thiết lập và phát triển mối quan hệ thân thiện với các tổ chức nghệ thuật truyền hình và các nghệ sĩ từ khắp nơi trên thế giới, quảng bá nghệ thuật truyền hình vốn để thể hiện phong cách văn hóa và tăng cường sự hiểu biết. Góp phần bảo vệ lợi ích quốc gia và an ninh văn hóa, thúc đẩy tình hữu nghị với nhân dân và vì sự hòa bình và tiến bộ thế giới.
Chương III.Thành viên
Điều 13. Hiệp hội nghệ sĩ truyền hình Bắc Kinh triển khai tư cách thành viên nhóm và tư cách thành viên cá nhân.
Điều 14. Bất kỳ tổ chức và các tổ chức có liên quan có uy tín xã hội tốt và được các cơ quan có thẩm quyền của Thành phố Bắc Kinh chấp thuận và được các cơ quan có thẩm quyền của Thành phố Bắc Kinh phê duyệt sẽ đồng ý với các Điều khoản của Hiệp hội và nộp đơn theo tên của đơn vị. Và trình lên Hiệp hội nghệ sĩ truyền hình Bắc Kinh để phê duyệt, có thể trở thành thành viên của Hiệp hội nghệ sĩ truyền hình Bắc Kinh.
Điều 15. Hiệp hội nghệ sĩ truyền hình Bắc Kinh nhấn mạnh về sự đổi mới và phát triển, theo kịp thời đại, và nhấn mạnh các đặc điểm của phim và truyền hình như một nghệ thuật chị em trong tình hình mới của nhà nước về quản lý thống nhất phim, truyền hình và mạng và tích hợp tài nguyên mạng và phim ảnh. Các tổ chức điện ảnh và công ty trực tuyến được hoan nghênh tham gia vào Hiệp hội nghệ sĩ truyền hình Bắc Kinh và họ sẽ được hưởng các quyền giống như thành viên của các tổ chức truyền hình sau khi tham gia hội nghị.
Điều 16. Nghĩa vụ và quyền của thành viên nhóm Hiệp hội nghệ sĩ truyền hình Bắc Kinh
Nghĩa vụ của các thành viên hội: Tuân thủ các quy định của Hiệp hội nghệ sĩ truyền hình Bắc Kinh, thực hiện các quyết định của Hiệp hội nghệ sĩ truyền hình Bắc Kinh, trả tiền đúng thời hạn, hoàn thành nhiệm vụ của Hiệp hội nghệ sĩ truyền hình Bắc Kinh, tích cực phát triển thành viên và thực hiện các hoạt động phù hợp với quy định.
Quyền của các thành viên hội: Đại diện được bầu trong Đại hội nghệ sĩ truyền hình Bắc Kinh, tham gia vào các hoạt động do Hiệp hội nghệ sĩ truyền hình Bắc Kinh tổ chức và đưa ra những nhận xét và đề xuất về công việc của Hiệp hội nghệ sĩ truyền hình Bắc Kinh.
Điều 17. Công dân của Cộng hòa Nhân dân Trung Hoa, các nghệ sĩ điện ảnh, nghệ nhân điện ảnh và phim truyền hình, nhà sản xuất chương trình mạng và nghệ sĩ thị giác mới trong ngành điện ảnh và truyền hình và phim truyền hình, chương trình mạng và lĩnh vực nghe nhìn mới. Để ủng hộ Điều lệ của Hiệp hội nghệ sĩ truyền hình Bắc Kinh, gửi đơn đăng ký và khi được Chủ tịch Hiệp hội nghệ sĩ truyền hình Bắc Kinh xem xét và phê duyệt, có thể trở thành thành viên cá nhân của Hiệp hội nghệ sĩ truyền hình Bắc Kinh.
Điều 18. Nghĩa vụ và quyền của các thành viên cá nhân của Hiệp hội nghệ sĩ truyền hình Bắc Kinh
Nghĩa vụ của các thành viên cá nhân: Tuân thủ các quy định của Hiệp hội nghệ sĩ truyền hình Bắc Kinh, thực hiện giải pháp của Hiệp hội nghệ sĩ truyền hình Bắc Kinh, trả tiền đúng hạn và hoàn thành công việc do Hiệp hội nghệ sĩ truyền hình Bắc Kinh chỉ đạo.
Quyền của các thành viên cá nhân: Tham gia vào các hoạt động của Hiệp hội nghệ sĩ truyền hình Bắc Kinh và đưa ra những lời chỉ trích và đề xuất cho sự giám sát công việc của Hiệp hội nghệ sĩ truyền hình Bắc Kinh. Các thành viên cá nhân có quyền tự do rút tiền.
Chương IV.Tổ chức
Điều 19. Nguyên tắc tổ chức của Hiệp hội nghệ sĩ truyền hình Bắc Kinh là chủ nghĩa trung tâm dân chủ.
Quyền lực cao nhất của Hiệp hội nghệ sĩ truyền hình Bắc Kinh là Hội nghị thành viên của Hiệp hội nghệ sĩ truyền hình Bắc Kinh. Thẩm quyền:
1. Quyết định việc chỉ đạo và nhiệm vụ công việc của Hiệp hội;
2. Xem xét báo cáo công việc;
3. Xây dựng và sửa đổi "Các điều luật của Hiệp hội các nghệ sĩ truyền hình Bắc Kinh";
4. Bầu một nhà lãnh đạo hàng đầu;
5. Quyết định các vấn đề chính khác.
Trong thời điểm diễn ra hội nghị của quốc hội, hội đồng sẽ thực hiện các nghị quyết của quốc hội. Trong thời điểm diễn ra hội nghị của hội đồng, Chủ tịch Đoàn sẽ thực hiện các nghị quyết của Quốc hội và Hội đồng.
Điều 20. Các đại diện của Hiệp hội các nghệ sĩ truyền hình Bắc Kinh sẽ được bầu bởi các thành viên của mỗi nhóm theo hạn ngạch được xác định và được hiệp hội mời. Ứng cử viên cho các vị trí của Hội đồng quản trị của Hiệp hội nghệ sĩ truyền hình Bắc Kinh sẽ được đề cử bởi Hiệp hội và các bên có liên quan hoặc với các thành viên nhóm theo các địa điểm đã thoả thuận, và trình lên Quốc hội để bầu cử. Đoàn Chủ tịch gồm Chủ tịch, Phó chủ tịch, Phó chủ tịch và Tổng thư ký Hiệp hội hoặc Phó tổng thư ký chủ trì. Hội đồng có một tổng thư ký và một số phó tổng thư ký. Tổng thư ký hoặc Phó tổng thư ký chủ trì công tác của Hiệp hội.
Trong nhiệm kỳ của phó chủ tịch, trong trường hợp nghỉ hưu hoặc thay đổi công việc, vị trí sẽ được thay thế bởi người kế nhiệm.
Điều 21. Hội nghị Hiệp hội nghệ sĩ truyền hình Bắc Kinh sẽ được diễn ra 5 năm một lần và được Hội đồng tổ chức, nếu cần, có thể tổ chức trước hoặc hoãn lại. Hội đồng quản trị thường được tổ chức mỗi năm một lần và được tổ chức bởi Chủ tịch Đoàn và có thể được tổ chức trước hoặc hoãn nếu cần thiết. Cuộc họp chủ tịch do Chủ tịch hoặc Chủ tịch giao cho Phó chủ tịch, Tổng thư ký hoặc Tổng thư ký chủ trì công tác tổ chức họp.
Điều 22. Các thành viên của Đoàn Chủ tịch Hiệp hội nghệ sĩ truyền hình Bắc Kinh và Hội đồng quản trị có trách nhiệm và nghĩa vụ tham gia và đóng góp vào việc xây dựng, phát triển và thực hiện các cam kết phúc lợi xã hội của Hiệp hội.
Điều 23. Hiệp hội nghệ sĩ truyền hình Bắc Kinh có thể khi cần thiết, thiết lập các vị trí danh dự như chủ tịch danh dự và tư vấn, sẽ được bầu và thuê bởi chủ tịch.
     
Điều 24. Các thành viên và giám đốc của Hiệp hội nghệ sĩ truyền hình Bắc Kinh vi phạm luật pháp, quy định và luật liên quan, vi phạm các điều khoản của hiệp hội, đạo đức xã hội, đạo đức nghệ thuật và làm tổn hại đến quyền và danh tiếng của Hiệp hội nghệ sĩ truyền hình Bắc Kinh, tùy thuộc vào hoàn cảnh sẽ được thảo luận và quyết định bởi lãnh đạo tổ chức SAR, và sẽ được báo cáo cho Chủ tịch Hiệp hội Nghệ sĩ truyền hình Bắc Kinh phê duyệt, phê bình, giáo dục, thông báo phê bình, đình chỉ tư cách thành viên, miễn nhiệm thành viên.
Điều 25. Nguồn tài trợ cho Hiệp hội nghệ sĩ truyền hình Bắc Kinh là các khoản trợ cấp của tiểu bang, phí thành viên, tài trợ xã hội và thu nhập hợp pháp khác.
Điều 26. Các quỹ, tài sản và bất động sản được phân phối bởi Hiệp hội nghệ sĩ truyền hình Bắc Kinh cho Hiệp hội sẽ được luật pháp bảo vệ và không có đơn vị hoặc cá nhân nào có thể sai trái, làm việc không phù hợp hoặc tự ý chuyển giao.
Chương VI.Điều khoản bổ sung
Điều 27. Địa chỉ của Hiệp hội Nghệ sĩ truyền hình Bắc Kinh đặt tại Bắc Kinh.
Điều 28. Hiệp hội nghệ sĩ truyền hình Bắc Kinh còn được gọi là "Hiệp hội Tầm nhìn Bắc Kinh", tên đầy đủ bằng tiếng Anh là Beijing Television Artists Association, viết tắt là BTAA.
Điều 29. Các điều khoản của Hiệp hội sẽ được thực hiện sau khi được thông qua bởi hội đồng đại diện thành viên Hiệp hội nghệ sĩ truyền hình Bắc Kinh, quyền giải thích các bài viết của hiệp hội thuộc về Hiệp hội nghệ sĩ truyền hình Bắc Kinh.

## Hiệp hội vì sự tiến bộ của Hội thảo bảo vệ quyền
Ngày 15 tháng 5 năm 2015, Hội thảo công tác bảo vệ quyền của Hiệp hội nghệ sĩ truyền hình Bắc Kinh được tổ chức tại Liên đoàn Văn học và Nghệ thuật thành phố. Các chuyên gia và học giả từ Đại học Khoa học Chính trị và Luật Trung Quốc, Trường Luật Đại học Bắc Kinh, Trường Luật Đại học Sư phạm Bắc Kinh, Trường Luật Viện công nghệ Bắc Kinh, Ủy ban Trọng tài Bắc Kinh, Hiệp hội Luật sư Bắc Kinh, Luật sư đại diện cho Trương Tranh, Lưu Anh, Vương Quân,vv..., các nhà biên kịch nổi tiếng Uông Hải Lâm, Sử Kiến Toàn, Khúc Sĩ Phi, Vương Y, vv..., cũng như các công ty sản xuất điện ảnh và truyền hình, đại diện các đơn vị thành viên trực tuyến Vương Hồng Cương, Vương Nham, Triệu Bác, Hoàng Bác Văn và hơn 20 người tham dự cuộc họp.
Cuộc họp cũng đã chứng minh một cách khoa học các tranh chấp về bản quyền nóng như Mai Hoa Lạc được viết bởi nhà văn Quỳnh Dao, các chuyên gia đã đưa ra các đề xuất và ý kiến về xây dựng pháp luật về bản quyền với giá trị lý thuyết và đóng vai trò tích cực trong việc cải thiện bảo vệ bản quyền.

### Cuộc thi Sáng tạo Microfilm quốc gia Trung Quốc - Đức
Chiều ngày 28 tháng 6, cuộc thi Microfilm quốc gia Trung Quốc - Đức với chủ đề "Đức hạ thiên hạ, Trung Quốc toàn vẹn" và lễ ra mắt 100 microfilm và quảng cáo "Trung Quốc chính trực", Diễn đàn Hội nghị thượng đỉnh giá trị Xã hội chủ nghĩa được đồng tổ chức bởi tập đoàn Trung ương tân ảnh và các đơn vị khác.
Các chuyên gia, nghệ sĩ văn hóa và doanh nhân từ Bắc Kinh, Thượng Hải, Thiên Tân, Trùng Khánh, Quảng Tây, Quảng Đông, Vân Nam, Hà Nam, Hà Bắc, Sơn Đông, Liêu Ninh, Tân Cương, Tứ Xuyên, Giang Tô, Giang Tây, Chiết Giang, Phúc Kiến, Thiểm Tây, Sơn Tây, An Huy... Hơn 200 người đầy tài năng tham dự các sự kiện, phim mới, khách mời tụ tập, và các ngôi sao tỏa sáng, tất cả những người tham gia tập hợp với tình yêu và đức hạnh, tính toàn vẹn và lòng trung thành, cùng nhau quảng bá văn hóa Trung Hoa và truyền bá nền văn minh Trung Quốc.

### Hiệp hội Bắc Kinh vì sự tiến bộ của Hội nghị chuyên đề về điện ảnh và truyền hình Bắc Kinh - Thiên Tân - Hà Bắc
Ngày 28 tháng 7 nằm 2015, Hiệp hội tầm nhìn Bắc Kinh tổ chức hội nghị chuyên đề để nghiên cứu và thực hiện cương đề của Ủy ban Trung ương Đảng về Kế hoạch phát triển Hợp tác Bắc Kinh - Thiên Tân - Hà Bắc. Tại cuộc họp, Hiệp hội tầm nhìn Bắc Kinh và Hiệp hội tầm nhìn Thiên Tân và Hiệp hội Điện ảnh và Truyền hình Hà Bắc ký một thỏa thuận hợp tác chiến lược, hợp tác chiến lược phát triển phim ảnh và nghệ thuật Bắc Kinh - Thiên Tân - Hà Bắc

### Hoạt động triển lãm thu thập và khởi động quảng bá 110 Microfilm Ping An Insurance· Bắc Kinh - Thiên Tân - Hà Bắc (Bắc Kinh)
Ngày 20 tháng 10 năm 2015, được bảo trợ bởi Hiệp hội nghệ sĩ truyền hình Bắc Kinh, Liên đoàn an ninh công cộng Bắc Kinh, Hiệp hội điện ảnh và truyền hình Bắc Kinh - Thiên Tân - Hà Bắc và Liên đoàn an ninh công cộng Bắc Kinh - Thiên Tân - Hà Bắc, được tài trợ bởi Hiệp hội nghệ sĩ truyền hình Bắc Kinh và Đại học Truyền thông Trung Quốc, buổi họp báo và lễ ra mắt triển lãm sưu tầm và triển lãm tác phẩm vi mô "Thiên Tân (Bắc Kinh) 110" được tổ chức tại Liên đoàn Văn học và Nghệ thuật Bắc Kinh.

### Hội chợ sáng tạo kịch bản quốc gia lần đầu tiên (Tiềm Giang)
Từ ngày 9 đến ngày 10 tháng 11 năm 2015, hội chợ sáng tạo kịch bản quốc gia lần đầu tiên do Liên đoàn Văn học và Nghệ thuật Trung Quốc tài trợ, Liên đoàn Văn học và Nghệ thuật Bắc Kinh, Hiệp hội tầm nhìn Bắc Kinh, Chủ tịch Liên đoàn Văn học và Nghệ thuật Thành phố Bắc Kinh Tào Ngu, và các đơn vị khác cùng tổ chức tại Tiềm Giang

### Cuộc họp đầu tiên với Lãnh đạo Tập đoàn về việc chuẩn bị Đại hội lần thứ VI
Ngày 12 tháng 1 năm 2016, Hiệp hội nghệ sĩ truyền hình Bắc Kinh tổ chức cuộc họp đầu tiên của Lãnh đạo về việc chuẩn bị Đại hội lần thứ VI. Bí thư Thành ủy Tôn Hường Đông, Bí thư Đảng Trầm Cường, Phó bí thư Đảng ủy Liên đoàn Văn học và Nghệ thuật Lưu Khai Dương, Phó Tổng thư ký Tôn Xã Khâm, Phó giám đốc Sở tuyên truyền Thành phố Tống Hào Kiệt, Phó cục Văn hóa Ban tuyên giáo thành phố Khâu Phương Minh, và nhóm lãnh đạo dự bị tham dự cuộc họp.

### Hiệp hội Bắc Kinh vì sự tiến bộ Trung Quốc giải Kim Ưng lần thứ 28
Ngày 5 tháng 5 năm 2016, Hiệp hội nghệ sĩ truyền hình Bắc Kinh tổ chức Lễ trao giải Kim Ưng lần thứ 28 tại Bắc Kinh.

### Tầm nhìn Bắc Kinh tập trung vào chương trình truyền hình năm 2015
Ngày 10 tháng 5 năm 2016, Liên đoàn Văn học và Nghệ thuật Bắc Kinh và Hiệp hội nghệ sĩ truyền hình Bắc Kinh tổ chức họp báo với các học giả truyền thông nổi tiếng, các nhà biên kịch nổi tiếng, các diễn giả truyền hình xuất sắc, các luật sư ngành và các nhà quản lý ngành truyền hình để tiến hành thảo luận toàn diện về sinh thái màn hình TV năm 2015. Liu Kaiyang, phó thư ký Liên đoàn Văn học và Nghệ thuật Bắc Kinh, đã tham dự cuộc họp và Sun Xiangdong, chủ tịch Hiệp hội Tầm nhìn Bắc Kinh, chủ trì cuộc thảo luận.

### Cuộc họp đánh giá tác phẩm (đánh giá ban đầu) Microfilm 2016
Chiều ngày 24 tháng 8 năm 2016, đánh giá ban đầu Microfilm 2016 "Giấc mộng Trung Quốc·Thế vận hội mùa đông·Bắc Kinh - Thiên Tân - Hà Bắc" được tổ chức tại Liên đoàn Văn học và Nghệ thuật Bắc Kinh. Thanh tra Liên đoàn Văn học và Nghệ thuật thành phố, Phó tổng thư ký Tô Xã Khâm tham dự cuộc họp.
Xem xét cẩn thận 59 tác phẩm, 537 báo cáo được gửi cho tất cả các giám khảo, theo "Giấc mộng Trung Quốc·Thế vận hội mùa đông·Bắc Kinh - Thiên Tân - Hà Bắc" phim hoạt hình Micro 2016 lựa chọn ban đần.

### Lễ trao giải tác phẩm Microfilm nguyên bản năm 2016
Ngày 28 tháng 9 năm 2016, lễ trao giải Micro film 2016 ''Giấc mộng Trung Quốc·Thế vận hội mùa đông·Bắc Kinh - Thiên Tân - Hà Bắc" được tổ chức bởi Liên minh Bắc Kinh, Phòng tuyên truyền Trương Gia Khẩu, chính quyền nhân dân huyện Uất, Hiệp hội nghệ sĩ truyền hình Bắc Kinh. Hơn 500 tác phẩm được nhóm chuyên gia lựa chọn, và cuối cùng quyết định trao 6 giải thưởng chuyên nghiệp, 4 giải thưởng chủ đề và 2 giải thưởng điện ảnh hay nhất.

### Ngày tổ sản xuất
Từ ngày 12 đến ngày 13 tháng 4 năm 2017, để chào mừng kỷ niệm 60 năm phim truyền hình Trung Quốc, Liên đoàn phim và truyền hình Bắc Kinh tổ chức một loạt các hoạt động được Hiệp hội nghệ sĩ truyền hình Bắc Kinh hỗ trợ các hoạt động "Ngày tổ sản xuất" của tổ làm phim "Chánh Dương môn hạ 2" .

### Đại hội thành viên Hiệp hội tầm nhìn Bắc Kinh lần thứ 6
Từ ngày 25 đến ngày 26 tháng 9 năm 2018, hội nghị đại diện thành viên lần thứ sáu của Hiệp hội nghệ sĩ truyền hình Bắc Kinh được tổ chức tại Trung tâm Hội nghị Bắc Kinh. Hơn 260 đại diện của các nghệ sĩ truyền hình Bắc Kinh tập trung xem xét nghiêm túc công việc của Hiệp hội tầm nhìn Bắc Kinh trong 5 năm qua, sửa đổi điều lệ của hiệp hội, thảo luận về sự thịnh vượng của ngành công nghiệp nghệ thuật truyền hình và mô tả kế hoạch phát triển nghệ thuật truyền hình trong 5 năm tới. Hội nghị bầu một hội đồng và Đoàn chủ tịch mới, và Lý Xuân Lương được bầu làm chủ tịch .